# 山田錦

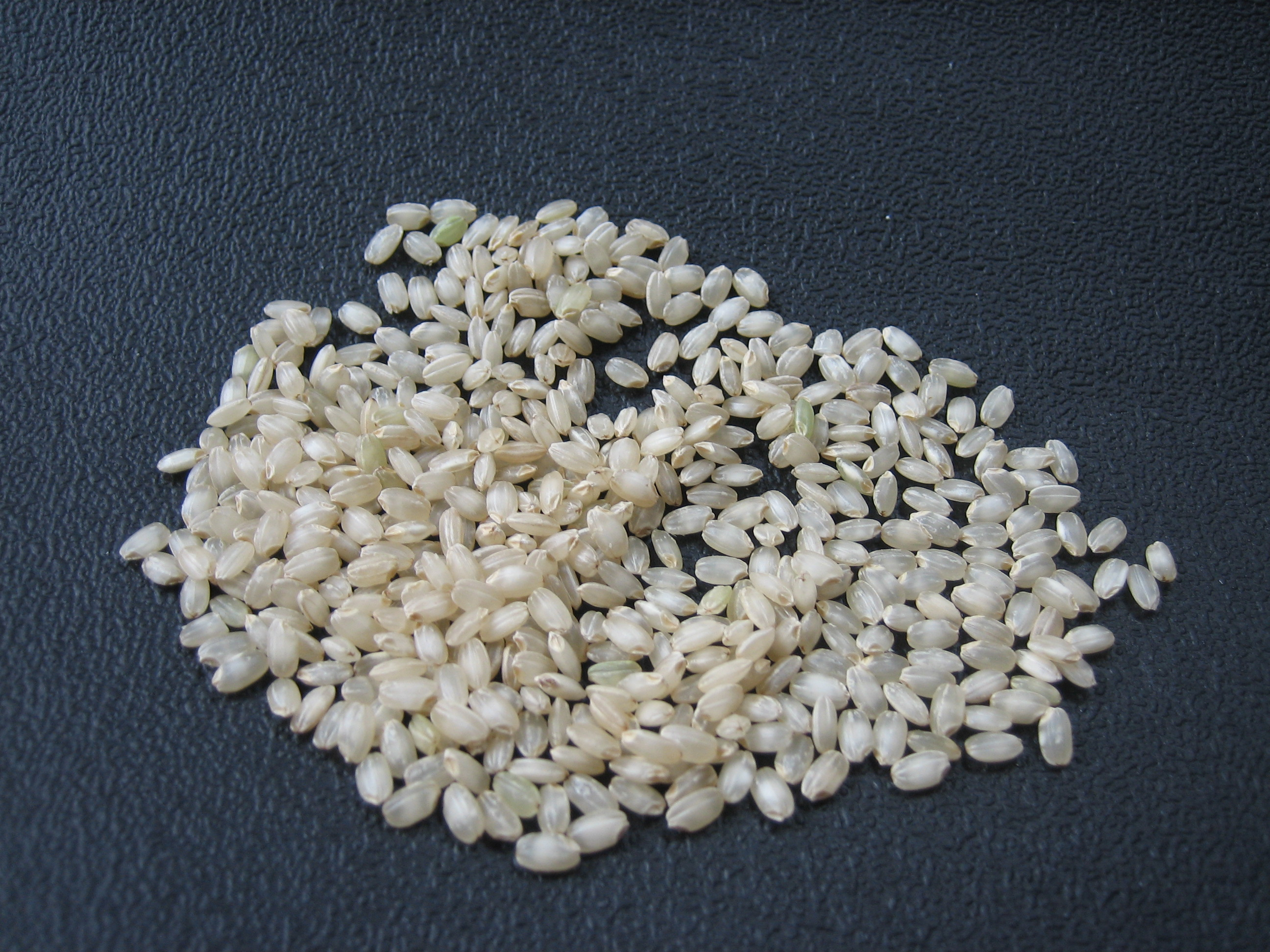
山田錦

山田錦（日语：やまだにしき）是稻米的品種之一。屬於釀造日本清酒用的酒米，被稱為「酒米之王」。
1923年（大正十二年）， 兵庫縣立農事試驗場（現在的兵庫縣立農林水產技術總合中心）成功研發出該稻種，並在1936年（昭和十一年）時命名為「山田錦」。目前在日本各地都有種植，而仍以兵庫縣為最主要產地，約佔全國產量的八成。此外，種植的最北極限是新潟縣上越市。
山田錦同時具有釀造用酒米所需的各種條件：富含澱粉質的「心白」部位特別大、蛋白質少，外層硬度夠，可以磨至較低之「精米步合」而不至於破碎，而內部柔軟利於麴菌菌絲深入。由山田錦所釀之酒，甘、辛、酸、苦、澀五味均衡，風味不凡，因此被稱為「酒米之王」。